# Тит Мунацій Планк Бурса
Тит Мунацій Планк Бурса (лат. Titus Munatius Plancus Bursa, бл. 84 до н. е. —після 43 до н. е.) — політичний діяч часів занепаду Римської республіки.

## Життєпис
Походив з роду вершників Мунаціїв. Син Луція Мунація Планка. Народився близько 84 року до н. е. Згідно зі свідченнями Марка Туллія Цицерона здобув посередню освіту. Був притягнутий до суду за невідомим обвинуваченням і виправданий завдяки захисту Цицерона. Проте після цього притягнув до суду якогось Сабіна, друга Цицерона.
На 52 рік до н. е. обирається народним трибуном. Взимку 53/52 років до н. е. разом з колегами Гаєм Салюстієм Кріспом та Квінтом Помпеєм Руфом перешкоджав проведенню консульських виборів на 52 рік до н. е. і обрання інтеррекса, діючи в інтересах Публія Клодія і Помпея. Після вбивства Клодія в 52 році до н. е. розпалював масові заворушення, в ході яких згоріла курія, і на сходках підбурював народ проти Тита Аннія Мілона і Цицерона, звинувачував Мілона в підготовці замаху на Помпея, погрожував притягнути Цицерона до суду. Був одним з непримиренних їхніх супротивників.
Після складання повноважень притягнутий до суду Цицероном згідно З Помпеєвим законом про насильство. Зрештою засуджений, дарма що Гней Помпей виступив на його захист. Бурса мешкав у вигнанні в Равенні, де отримував грошове утримання від Гая Юлія Цезаря.
У 49 році до н. е. повернутий з вигнання Цезарем разом з іншими засудженими. У 46 році до н. е. Мунацій був присутній на іграх на честь перемог Цезаря в Африці, Азії та над Помпеєм. 44 року до н.е після смерті Цезаря підтримував цезаріанців. У 43 році до н. е. воював на боці Марка Антонія в так званій Мутинській війні, зокрема командував військом в Полленції. Проте був відсунутий звідти Луцієм Понтієм Аквілою, в битві зламав ногу. Подальша доля невідома.